# Чувашский Тимерлек
Чува́шский Тимерле́к (тат. Чуаш Тимерлеге, чув. Чăваш Тимĕрлĕк) — село в Нурлатском районе Татарстана, административный центр Тимерлекского сельского поселения.

## География
Село находится на высоте 180 м над уровнем моря.

## Население
Численность постоянного населения села составляет 493 человека (2010).